# Bahnhof Berlin-Neukölln
Neukölln är en station från 1872 på Berlins ringbana som trafikeras av Berlins pendeltåg och ligger i stadsdelen Neukölln. Station hette från början Rixdorf men döptes om till Neukölln 1912. Tunnelbanestationen med samma namn öppnad 1930 och byggd av Alfred Grenander gjorde det lätt att byta mellan pendeltåg och tunnelbana. 1980 stängdes Berlins ringbana ner tillsammans med S-bahnstationen och öppnade igen 1993 efter Berlins återförening. 

## Bilder

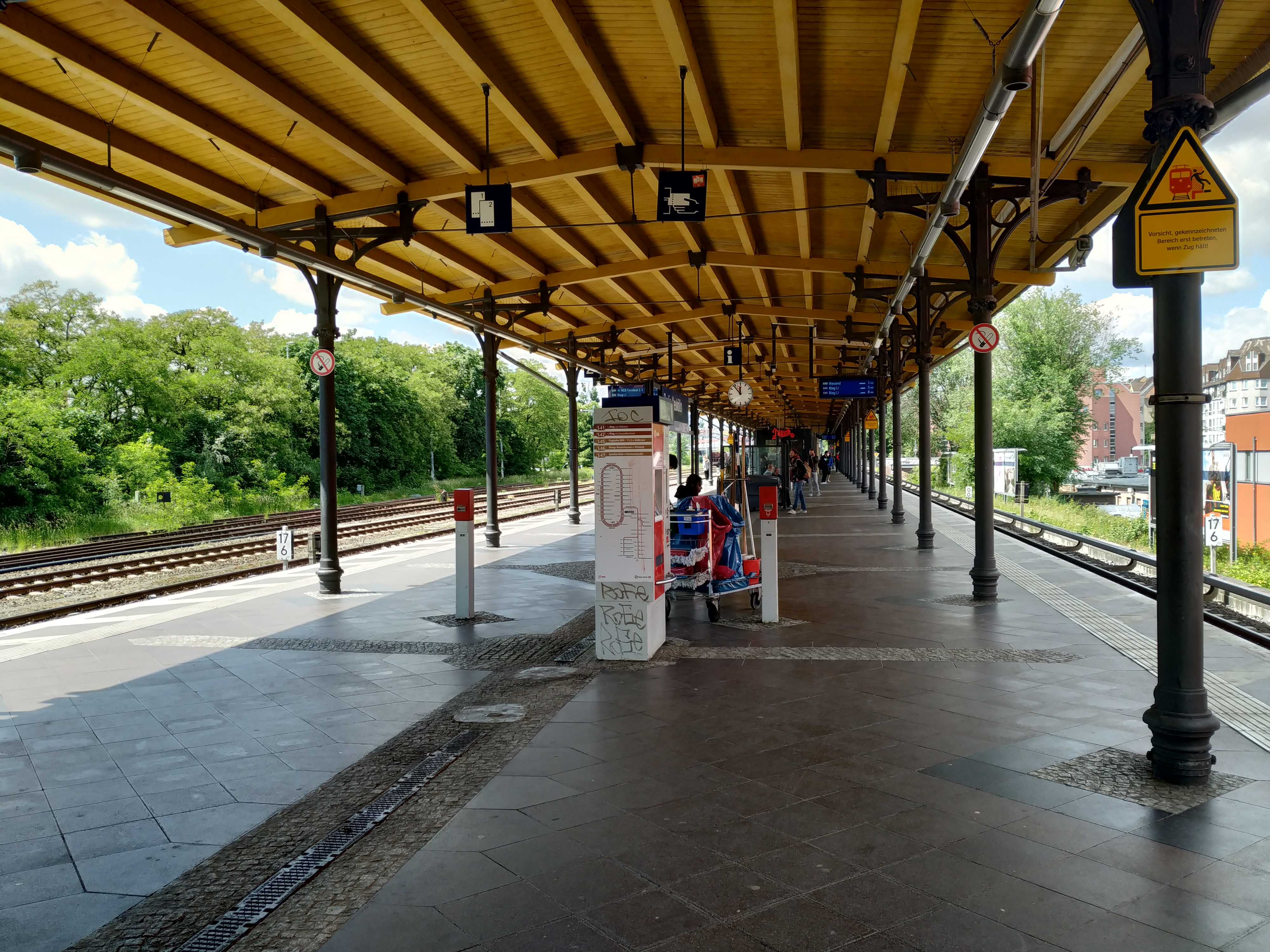
S-Bahn Neukölln
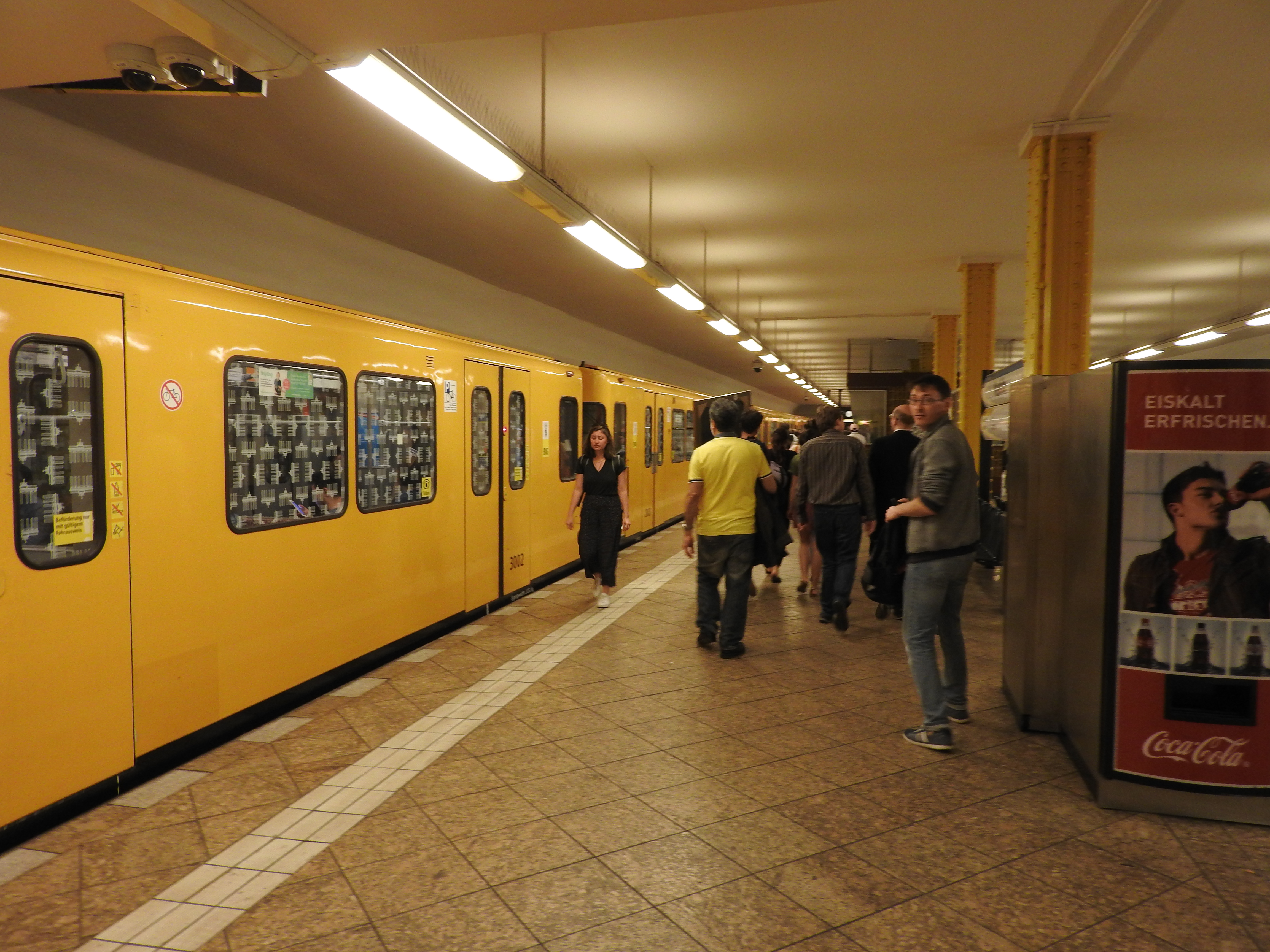
U-Bahn Neukölln
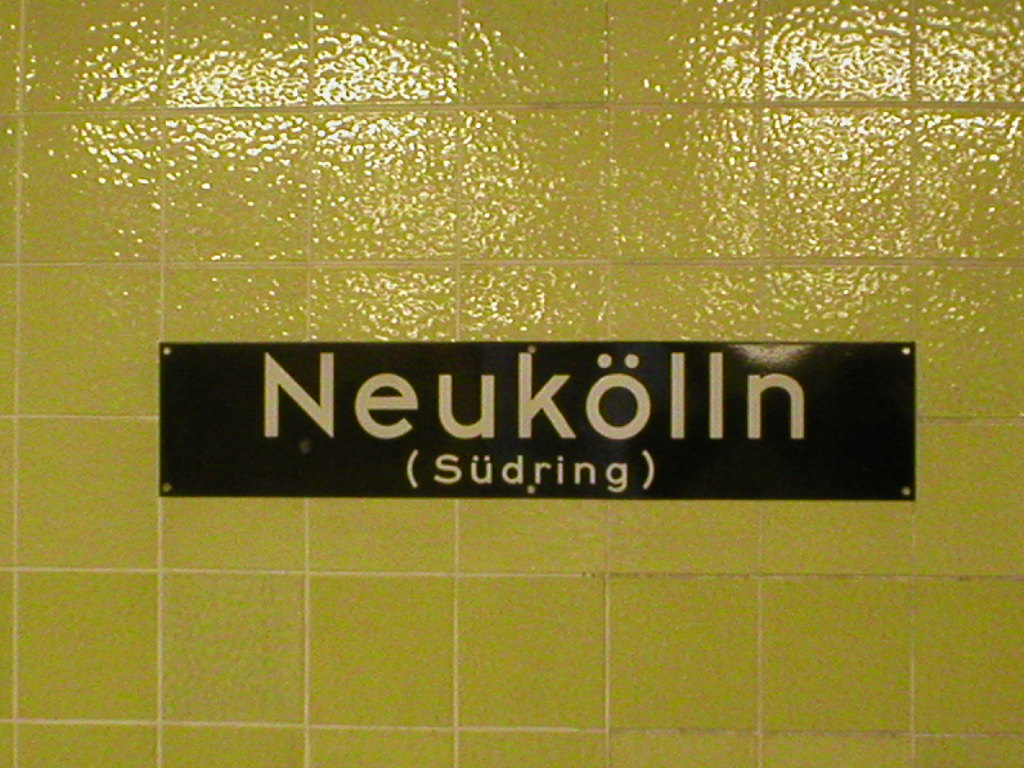
U-Bahn
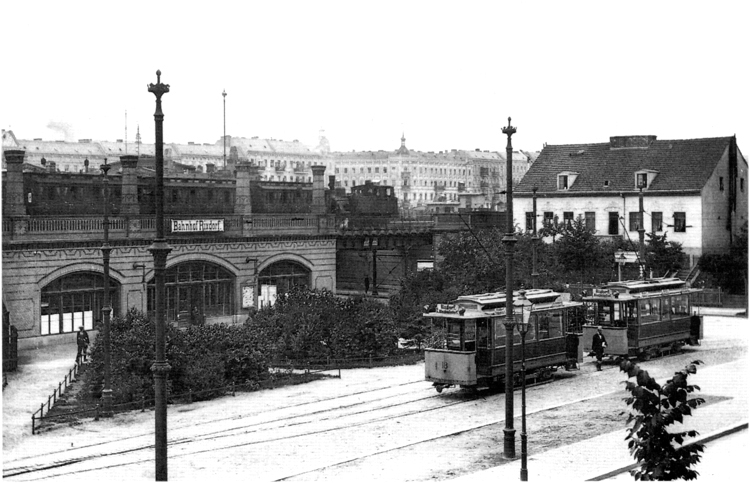
S-bahn Rixdorf, nuvarande Neukölln